# شيرول صالح
شيرول صالح (بالإندونيسية: Chaerul Saleh) ولد في سواهلونتو سومطرة الغربية. كان وزير للحكومة الإندونيسية ونائب رئيس الوزراء خلال رئاسة سوكارنو لإندونيسيا. كان من المقربين من سوكارنو، الذي ساعده في إقناعه بإعلان استقلال إندونيسيا عام 1945. عاش في هولندا من 1952-1953، لكنه عاد إلى إندونيسيا بعد طرده. انضم إلى دائرة مستشاري سوكارنو عام 1955.
قبل أسبوع واحد من الانقلاب الفاشل في 30 سبتمبر 1965، ذهب صالح إلى الصين مع وفد من 45 شخصية للاحتفال باليوم الوطني للصين في 1 أكتوبر. دفن في مقبرة كاريت بيفاك وسط جاكرتا.

## روابط خارجية
- شيرول صالح على موقع مونزينجر (الألمانية)